# Barry-d’Islemade
Barry-d’Islemade – miejscowość i gmina we Francji, w regionie Oksytania, w departamencie Tarn i Garonna. W 2013 roku jej populacja wynosiła 922 mieszkańców. Przez gminę przepływa rzeka Tarn.